# Коалиција против трговине женама
Коалиција против трговине женама (скраћено CATW од назива на енглеском језику Coalition Against Trafficking in Women) је радикална феминистичка и родно критична невладина организација која се противи трговини људима, проституцији и другим облицима комерцијалног секса. Описана је као „нео-аболиционистичка лобистичка група“ која представља „карцерну феминистичку праксу борбе против трговине људима“, и критикована је због есенцијализације жена и промовисања контроверзне и „идеолошки набијене“ дефиниције трговине. Снажно се противи перспективи Глобалне алијансе против трговине женама и покрета за права сексуалних радника. Повезана је са анти-транс групама и њен регионални огранак у Латинској Америци је потписник манифеста екстремно десничарске анти-транс групе Међународна женска декларација.

## Ставови организације
Коалиција против трговине женама заступа ставове који су укорјењен у радикалној феминистичкој тачки гледишта. Њена дефиниција "трговине људима" укључује све облике проституције жена или дјеце. Коалиција се противи разликовању између „принудне“ и „добровољне“ проституције, јер све облике проституције види као повреду достојанства жена и насиље над њима. У том смислу, снажно се противи перспективама Глобалне алијансе против трговине женама и покрета за права сексуалних радника. Осим проституције, Коалиција се противи „порнографији, секс туризму и продаји невјеста по поруџбини“. На својој веб страници, Коалиција категоризира сексуалну експлоатацију као сексуално узнемиравање, силовање, инцест и злостављање. Коалицију против трговине женама су 1988. године основале феминисткиње.
Коалиција предлаже рјешење за проблем трговине људима и сексуалне експлоатације да се декриминализује продаја сексуалних радњи, док се криминализује куповина сексуалних радњи, сводништво, држање јавних кућа и трговина људима. Овај приступ, који се понекад назива „шведски модел“ или „нордијски модел“, примјењен је у Шведској, Норвешкој, Исланду, Француској, Сјеверној Ирској, Ирској и Израелу, делимично као резултат лобирања Коалицији придружених активиста у тим земљама. Коалиција сматра ове законе успјешним у борби против проституције и трговине људима, и лобира за репликацију таквог законодавства на другим мјестима. Међутим, ефикасност „нордијског модела“ доведена је у питање од стране организација као што су Human Rights Watch, Amnesty International, UNAIDS и Свјетске здравствене организације, које све умјесто тога „подржавају пуну декриминализацију сексуалног рада“.
Коалиција је описана као "нео-аболиционистичка лобистичка група" која представља идеолошки оптужену "карцералну феминистичку праксу против трговине људима која првенствено криминализује, цензурише и угњетава агенцију, понашање и потребе структурно маргинализованих заједница" и која доприноси "есенцијализацији жена са расним и маргинализованим идентитетима у сексуалном раду, без дискурзивног признавања интерсекцијских структурних неједнакости".
Коалиција такође тврди да "одбацује државне политике и праксе које усмјеравају жене у услове сексуалне експлоатације" и да "пружају могућности образовања и запошљавања које повећавају вриједност и статус жена". 
Алисон Мареј је критиковала Коалицију због расизма и стварања „еротичног патетичног стереотипа азијске проститутке који ствара могућност за хистерију трговине женама из средње класе“.
Коалиција је сарађивао са анти-транс групама, укључујући Међународну декларацију жена (WDI (ВДИ) скраћеница од назива на енглеском језику Women's Declaration International). Њен регионални огранак, Коалиција против трговине женама и девојкама у Латинској Америци и на Карибима, потписница је манифеста Међународне декларације жена. Регионални директор ЦАТВ-а у Латинској Америци Тереза Улоа се такође појавила као говорник на ВДИ догађајима. Шила Џефрис је такође повезала свој рад са ВДИ са својим радом са Коалицијом.

## Историјат организације
Коалиција против трговине женама је основана 1988. године као резултат конференције под називом „Прва глобална конференција против трговине женама“, коју је организовало неколико америчких феминистичких група, укључујући Жене против порнографије и WHISPER. Лидери Коалиција против трговине женама, као што су оснивач Дорчен Лајдхолдт и копредсједавајућа (од 2007. године) Норма Рамос, првобитно су били лидери Жене против порнографије.
Коалиција против трговине женама је била прва међународна невладина организација (НВО) која ради против трговине људима, и стекла је консултативни статус при Економском и социјалном савјет Уједињених нација (ЕКОСОЦ-у). Године 1989. Коалиција против трговине женама је утицала на антисексуалну индустрију и законодавство против трговине људима на мјестима широм свијета, укључујући Филипине, Венецуелу, Бангладеш, Јапан, Шведску и Сједињене Америчке Државе.
Бивша извршна директорка Коалиције против трговине женама Гунила Екберг представљена је у документарцу Родни рат (енгл. The Gender War) гдје је пријетила новинарки Евин Рубар.

## Укљученост
Коалиција против трговине женама је 2008. године подржала кампању да се побједи Приједлог К из Сан Франциска, који је захтијевао пуну декриминализацију проституције. Коалиција против трговине женама је такође охрабрила своје сљедбенике да натјерају телевизијску мрежу ХБО да престане да емитује емисије попут Cathouse, за које тврди да промовишу трговину људима и проституцију. У 2008. години, Коалиција против трговине женама је одржала дискусију у Адвокатској комори града Њујорка о законима у Шведској и САД који регулишу проституцију и трговину људима, под називом „Укидање сексуалног ропства: Од Стокхолма до Хунтс Поинта“.

## Структура
Организација се састоји од регионалних мрежа и повезаних група. То је кровна организација којом управљају регионалне мреже. Организација има оно што описује као „националне коалиције“ у земљама укључујући Филипине, Бангладеш, Индонезију, Тајланд, Венецуелу, Порторико, Чиле, Канаду, Норвешку, Француску, Шпанију и Грчку.
Након „Конференције о женама које оснажују жене: Конференција о људским правима о трговини азијским женама“ одржане у Манили, на Филипинима, априла 1993. године Коалиција против трговине женама је створио азијско-пацифичко поглавље. Аустралијски огранак Коалиције против трговине женама је такође дио азијско-пацифичког поглавља. Аустралијски огранак је само за жене. Остале филијале се могу наћи у Африци, Европи, Норвешкој, Северној Норвешкој, Латинској Америци и на Карибским острвима.

## Тактике
Коалиција против трговине женама је организација која је претплаћена на „активизам ниског ризика“, што значи да тврди да користи тактике које обично не ометају јавност или на други начин доводе до непослушности. Настоји да оствари циљеве прикупљањем средстава, да обезбједи сигурне куће за жртве и да купи друге ресурсе. Заказује и присуствује састанцима са циљевима њихових лобистичких напора (углавном у земљама за које сматра да немају немају законе о трговини људима) и политичарима, да подносе резолуције и доносе законе против сексуалне експлоатације и других облика трговине људима. Такође објављује своје напоре путем своје веб странице и разних организација за људска права и борбу против трговине људима.
Коалиција против трговине женама лобира студенте и заједнице широм свијета. Он организује „тренинг“ сесије за просвјетне раднике, службенике за спровођење закона и владе, и лидере заједница, и свједочи пред националним конгресима, парламентима, комисијама за реформу закона и регионалним и комитетима Уједињених нација.

## Кампање, програми и пројекти
Слиједи листа и кратак опис неких од глобалних кампања Коалиције против трговине женама:
- Мјере за борбу против трговине људима – рјешава уочене недостатке у актуелним програмима и политикама за борбу против трговине људима, са фокусом на родну равноправност, потражњу и везе између проституције и трговине људима (неке земље учеснице укључују Албанију, Бугарску, Хрватску, Чешку Републику)
- Пројекат превенције – вишеслојни пројекат за спречавање трговине људима и сексуалне експлоатације развијањем стандардних пракси (неке земље учеснице укључују Италију, Нигерију, Мали, Мексико, Републику Грузију)
- Пројекат за сузбијање мушке потражње за проституцијом (неке земље учеснице укључују балтичке земље, Индију, Филипине)
- Пројекат документације људских права – спроводи сесије обуке које упућују женске организације у оно што организација описује као „феминистичке истраживачке методе“